# Guy Tuneh
Guy David Tuneh (* 11. April 1977 in Tel-Aviv) ist ein israelischer Kontrabass-Solist und Kammermusiker. Als Schwerpunkt seines Schaffens spielt er Kompositionen auf dem Kontrabass, die nicht für dieses Instrument geschrieben worden sind.

## Leben

### Studium
Guy Tuneh hat zwei Studiengänge absolviert in Berlin, Basel und Zürich. Als Musiker war er Schüler von Michael Klinghoffer an der S. Rubin Academy of Music in Tel Aviv. Er studierte an der Hochschule für Musik Hanns Eisler Berlin in der Klasse von Barbara Sanderling. Sein Solistendiplom legte er bei Wolfgang Güttler an der Hochschule für Musik in Basel ab. Außerdem nahm er an Meisterklassen von Yoan Goiilav, Gary Karr und Miloslav Gajdoš teil.

### Karriere als Musiker
Guy Tuneh war als Solobassist der Berliner Kammeroper sowie des „Echo-Ensembles“ der Staatsoper Berlin und im West-Eastern Divan Orchestra, dem Gewinner des Echo Klassik im Jahre 2007, unter Daniel Barenboim engagiert. Diese Auftritte, die auch eine kammermusikalische Zusammenarbeit mit Daniel Barenboim beinhalteten, wurden für den ORF (Österreichischer Rundfunk und Fernsehen) bei den Salzburger Festspielen aufgenommen. 
Als Orchestermusiker spielte Tuneh am Theater Erfurt, bei der Radiophilharmonie des NDR Hannover und mit den Solistes Européen Luxembourg. Er spielte unter Dirigenten wie Kurt Sanderling, Zubin Mehta, Nikolaus Harnoncourt, Simon Rattle und Pierre Boulez. Als Gewinner des SWR-Stipendiums Villa Musica in Rheinland-Pfalz erhielt Tuneh als Kammermusiker und Solist große Zustimmung und spielte mit dem SWR (Südwestrundfunk) verschiedene Aufnahmen ein.
Er arbeitete mit zeitgenössischen Komponisten wie Heinz Holliger, Jörg Widmann, Carlo Domeniconi, Elliott Carter und Helmut Lachenmann zusammen. Von 2007 bis 2012 war Tuneh „Erster Solobassist“ des Pariser Ensembles Les Dissonances unter der Leitung von David Grimal. 
2009 trat Tuneh beim Internationalen Bodenseefestival auf.
Guy Tuneh ist als Solist und Kammermusiker aktiv. Als Kammermusiker trat er mit Vesselina Kasarova, Natalia Gutman, Giora Feidman, Heinz Holliger, Tomasz Tomaszewski, dem Ensemble Modern, Guy Braunstein, Rainer Kussmaul, David Grimal, Quirine Viersen, Catalin Ilea, dem Kammerorchester Berlin, den Kammersolisten der Deutschen Oper und anderen renommierten Musikern auf.

## Werk
Guy Tuneh stellt die traditionelle Rolle eines Bassisten in Frage, um die Grenzen des Bassspiels zu erweitern. So war er der erste Bassist, der neben der traditionellen Bassliteratur eine unbearbeitete Version von Pjotr Iljitsch Tschaikowskis Rokoko-Variationen (2007), Edward Elgars Cellokonzert (2008), die Fantasia für Cello von Heitor Villa-Lobos (2011), Ludwig van Beethovens Violine-Romanze G-Dur (2012) und  Niccolò Paganinis Caprice Nr. 9  (2012), Wolfgang Amadeus Mozarts Rondo C-Dur für Violine (2013), Gustav Mahlers Lieder eines fahrenden Gesellen (2014), Mozarts Sonate in G-Dur für Violine (2014) im Konzert aufgeführt hat, um so ein höheres technisches und künstlerisches Niveau zu erreichen. Außerdem präsentierte er Ludwig van Beethovens Violine-Romanze F-Dur (2010) und Violine-Romanze G-Dur (2011) und Niccolo Paganinis Cantabile für Violine (2011). 
2014 wurden Live-Aufnahmen von Guy Tuneh bei dem Label Synchron Arts GmbH veröffentlicht. Die Aufnahmen umfassen Wolfgang Amadeus Mozarts Sonate in G-Dur (KV 301 als Weltpremiere auf dem Kontrabass) und zwei Versionen der Cantabile von Paganini. Die Gitarren-Version enthält zudem eine von Tuneh komponierte Einleitung.
Sein Schaffen beschreibt Tuneh mit folgenden Worten: „Leidenschaft für Musik, einen unverwechselbaren Charakter, eine der Komposition innewohnende Botschaft und einzigartige Technik zu kombinieren.“ (Guy Tuneh)